# Nemamyxine kreffti
Nemamyxine kreffti är en ryggsträngsdjursart som beskrevs av A.J.S. McMillan och Robert L. Wisner 1982. Nemamyxine kreffti ingår i släktet Nemamyxine och familjen pirålar. IUCN kategoriserar arten globalt som nära hotad. Inga underarter finns listade i Catalogue of Life.